# Calamagrostis balkharica
Calamagrostis balkharica är en gräsart som beskrevs av Pavel Aleksandrovich Smirnov. Calamagrostis balkharica ingår i släktet rör, och familjen gräs. Inga underarter finns listade i Catalogue of Life.